# Drogo de Barentyn
Drogo de Barentyn (parfois  Dru de Barentyn, Drew de Barentyn, Drogone de Barentyn, Drogonem Barentyn ou Drogo de Barentin) est un chevalier et administrateur anglais mort en 1264 ou 1265. Il sert comme gouverneur de Guernesey et de Jersey, sénéchal de Gascogne et connétable du château de Windsor. 

## Biographie
Drogo de Barentyn possède un château à Chalgrove, dans le South Oxfordshire, connu sous le nom de Barentin's Manor, accordé par le roi Henri III en 1225
Il est gouverneur des îles de Guernesey et de Jersey en 1235, puis à nouveau de 1241 à 1252. La nomination de Drogo est révoquée le 24 avril 1252 et il reçoit l'ordre de remettre les châteaux et les îles à Richard de Gray.
En 1247 il effectue une mission au Pays de Galles pour le roi Henri III d'Angleterre. En novembre de la même année il est nommé sénéchal de Gascogne, en remplacement de Guillaume de Boell, jugé insuffisamment ferme. Il occupe cette fonction pendant moins d'un an avant d'être remplacé par Simon de Montfort en septembre 1248. Il exercera à nouveau à deux reprises, en 1250 et en 1260.